# The Mind Is a Terrible Thing to Taste
The Mind Is a Terrible Thing to Taste er det fjerde studiealbum udgivet af Ministry, den 14 november, 1989.

## Numre
| Nr. | Titel              | Forfatter(e)                                                 | Længde |
| --- | ------------------ | ------------------------------------------------------------ | ------ |
| 1.  | "Thieves"          | Alain Jourgensen, Paul Barker, Chris Connelly, Kevin Ogilvie | 5:02   |
| 2.  | "Burning Inside"   | Jourgensen, Barker, William Rieflin, Connelly                | 5:20   |
| 3.  | "Never Believe"    | Jourgensen, Barker, Connelly                                 | 4:59   |
| 4.  | "Cannibal Song"    | Jourgensen, Barker, Connelly                                 | 6:10   |
| 5.  | "Breathe"          | Jourgensen, Barker, Rieflin, Connelly, Ogilvie               | 5:40   |
| 6.  | "So What"          | Jourgensen, Barker, Rieflin, Connelly                        | 8:14   |
| 7.  | "Test"             | Jourgensen, Barker, Rieflin, K. Lite                         | 6:04   |
| 8.  | "Faith Collapsing" | Jourgensen, Barker, Rieflin                                  | 4:01   |
| 9.  | "Dream Song"       | Jourgensen, Barker                                           | 4:48   |